# Upplands runinskrifter 1056
Upplands runinskrifter 1056 är en vikingatida runsten av röd fältspatsrik granit i Ramsjö, Björklinge socken och Uppsala kommun. Runstenen är 1,8 meter hög, 1,6 m bred och 0,3-0,5 meter tjock. Runhöjden är 7-8 centimeter.
Ristningen är utförd av en ovan och osäker ristare. Den påminner om ristningen på U 1046 men det är inte troligt att det är samme runristare.

## Inskriften
Translitterering av runraden:
uiseti ' auk ' iufur ' litu ' raisa ' stain eftiʀ ofahi ' faþur · sai
Normalisering till runsvenska:
Viseti ok Iofurr letu ræisa stæin æftiʀ Ofæig, faður sinn.
Översättning till nusvenska:
Visäte och Jofur läto resa stenen till minne av Ofeg, sin fader.